# On 52nd Street
On 52nd Street — сборник британо-американской джазовой пианистки Мэриэн Макпартлэнд 2000 года, включающий выступления, записанные в клубе Hickory House в октябре 1953 года, с участием трио, состоящего из басиста Винни Бёрка и барабанщика Джо Морелло. В альбом вошли также пять студийных записей, сделанных ранее в том же году с участием Морелло и басиста Боба Картера.

## Отзывы критиков
| Оценки критиков | Оценки критиков |
| Источник        | Оценка          |
| --------------- | --------------- |
| AllMusic        | [ 2 ]           |

В рецензии для AllMusic Рик Андерсон написал: «Стиль Макпартлэнд отличается остроумием и элегантностью, и хотя её соло никогда не были зажигательными, они и не были просто благопристойными. Она играет с большим энтузиазмом, и её изобретательность неизменно впечатляет».

## Список композиций
1. «A Foggy Day» (Джордж Гершвин, Айра Гершвин) — 3:09
2. «The Lady Is a Tramp» (Ричард Роджерс, Лоренц Харт) — 3:47
3. «I’ve Got the World On a String» (Гарольд Арлен, Тед Колер) — 4:17
4. «Manhattan» (Ричард Роджерс, Лоренц Харт) — 4:03
5. «Aunt Hagar’s Blues» (У. К. Хэнди) — 2:57
6. «Four Brothers» (Джимми Джуффре) — 2:37
7. «Once in a While» (Бад Грин, Майкл Эдвардс) — 3:23
8. «Just Squeeze Me» (Дюк Эллингтон, Ли Гейнс) — 6:19
9. «Liza» (Джордж Гершвин, Айра Гершвин, Гас Кан) — 2:21
10. «September Song» (Курт Вайль, Максвелл Андерсон) — 3:01
11. «Embraceable You» (Джордж Гершвин, Айра Гершвин) — 3:43
12. «Laura» (Дэвид Рэксин, Джонни Мерсер) — 3:26
13. «What Is This Thing Called Love?» (Коул Портер) — 3:32
14. «There Will Never Be Another You» (Гарри Уоррен, Мак Гордон) — 3:07
15. «Willow Weep for Me» (Энн Ронелл) — 3:34
16. «A Fine Romance» (Дороти Филдс, Джером Керн) — 2:56
17. «Lullaby in Rhythm» (Бенни Гудман, Клэренс Профит, Эдгар Сэмпсон, Уолтер Хирш) — 3:01